# Hypogée du Castelet

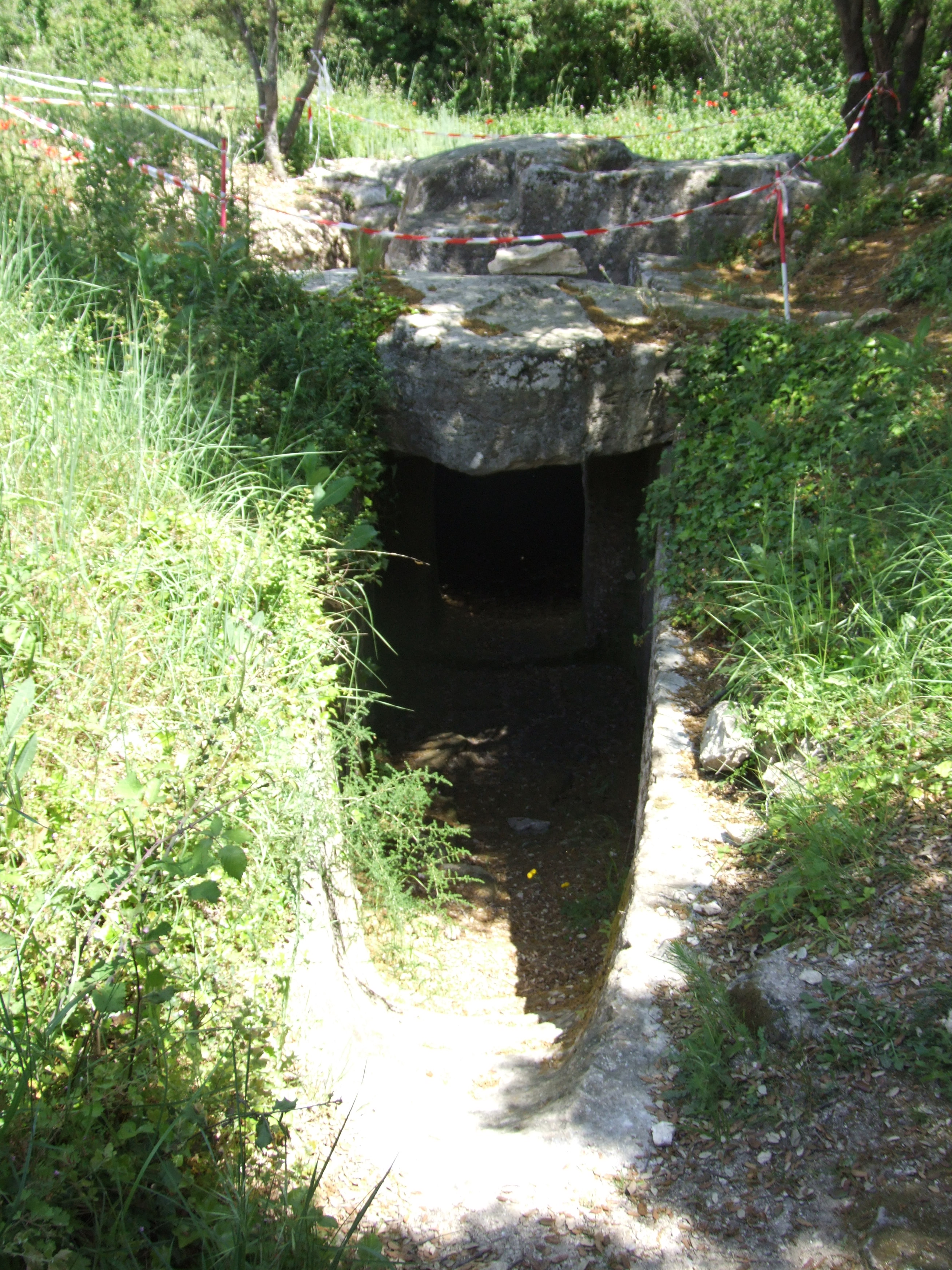
Hypogée du Castelet

Das Hypogée du Castelet (auch Grotte-dolmen Arnaud genannt) ist ein Galeriegrab südwestlich von Fontvieille, bei Arles im Département Bouches-du-Rhône in der Provence in Frankreich. Es liegt in einem ovalen künstlichen Hügel an der Nordseite neben der Straße von Arles nach Fontvieille, ist in den Fels eingetieft und saisonal mit sumpfigem Wasser gefüllt. Der Zugang erfolgt über eine Rampe am westlichen Ende.
Das Hypogée du Castelet ist etwa 20,0 Meter, mit teilweise gedecktem Vorraum 25,0 Meter lang, 2,0 Meter tief, hat oben stark einwärts geneigte Wände und ist daher 2,0 bis 3,0 Meter breit. Die Decke in der eine nachträglich eingebrachte runde Öffnung liegt, besteht aus großen Platten. Der Zugang besteht aus einem rechteckigen Seelenloch mit gerundeten Ecken.
Es gibt weitere drei Hypogäen ähnlicher Bauart im Ort: „Hypogée de Bounias“ und „Hypogée de la Source“ oder „Grotte de la Source“ (in Rundhügeln) und die Feengrotte oder das Hypogée de Cordes. Die vier Gräber stehen unter Denkmalschutz.

## Kontext
Es scheint, dass die Anlagen von etwa 2500 v. Chr. bis in die Glockenbecherzeit (bis etwa 2000 v. Chr.) benutzt wurden. Diese Art artifizieller Höhlen in Form von Galerien ist für die Gegend von Arles typisch. Artifizielle Felskammern werden aber auch in anderen Teilen Südfrankreichs (und an der Marne) sowie auf Sardinien, Sizilien, Malta und auf den Balearen gefunden. Die mallorquinischen Cuevas mit ihren Seitennischen entsprechen dabei der Feengrotte von Arles weitestgehend, indem sie Seitennischen aufweisen, die die gleiche Form haben, wobei die Arles-Gruppe von der Größe hervorzuheben ist.